# Munster (Irlanda)
O Munster (em irlandês An Mhumhain) é uma província histórica da Irlanda sem função administrativa, localizada no sul do país. Compreende os condados de Cork, Clare, Kerry, Limerick, Tipperary e Waterford. As principais cidades são Cork, Limerick e Waterford.